# Pterostichus adelphus
Pterostichus adelphus  (лат.) — вид жуков рода птеростихи (Pterostichus) семейства жужелицы (Carabidae). Эндемик Китая, Сычуань (Ляншань-Ийский автономный округ): Ebian, Meigu (Dafengding national reserve).

## Описание
Отличается от близких видов широкими боковыми краями надкрылий (элитры с очень тонкой линейной микроскульптурой) и строением гениталий. 
Наземные подвижные жуки чёрного цвета (усики и лапки желтовато-коричневые), длиной около 1 см (9,9–11,1 мм). Глаза крупные, выпуклые; развиты две супраорбитальные щетинки. Пронотум округлый. Средние бёдра ног с двумя щетинками по заднему краю и одним коротким субапикальным шипиком; тазики задних ног с двумя щетинками; задние вертлуги с одной сетой. VIII-й стернум брюшка самок с полупрозрачной областью в середине. Вид был впервые описан в 2015 году китайскими энтомологами Х. Ши (College of Forestry, Beijing Forestry University, Пекин, Китай) и Х. Ляном (Institute of Zoology, Chinese Academy of Sciences, Пекин) и включён в состав подрода Circinatus.